# Destroyer's Rubies
Destroyer's Rubies è il settimo album in studio del gruppo musicale canadese Destroyer, pubblicato nel 2006.

## Tracce
Testi e musiche di Dan Bejar.
1. Rubies – 9:25
2. Your Blood – 4:14
3. European Oils – 4:52
4. Painter in Your Pocket – 4:09
5. Looters' Follies – 7:25
6. 3000 Flowers – 3:46
7. A Dangerous Woman Up to a Point – 6:01
8. Priest's Knees – 3:06
9. Watercolours into the Ocean – 4:43
10. Sick Priest Learns to Last Forever – 5:53

Bonus track
1. Loscil's Rubies – 23:28